# Partido Acción Nacional (Mexiko)
Die Partido Acción Nacional (PAN) ist eine christdemokratische und konservative Partei in Mexiko. Neben der Partido Revolucionario Institucional (PRI) und der Partido de la Revolución Democrática (PRD) ist sie eine der drei traditionellen großen Parteien des Landes.

## Geschichte

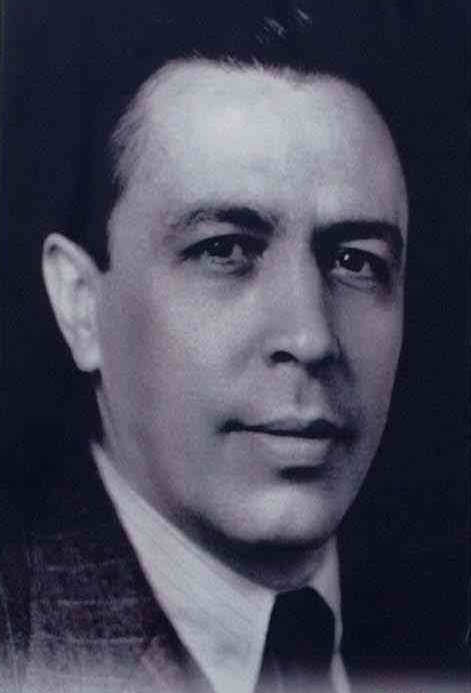
Gründer der PAN, Manuel Gómez Morín

Die Partei wurde am 16. September 1939 in Mexiko-Stadt auf Initiative von Manuel Gómez Morín, dem ersten Parteipräsidenten der PAN, gegründet. Weitere Mitbegründer waren Luis Calderón Vega, Efraín González Luna, Miguel Estrada Iturbide, Rafael Preciado Hernández, Juan Landerreche Obregón, Gustavo Molina Font, Manuel Herrera y Lasso und Aquiles Elorduy.
1940 unterstützte die Partei die Kandidatur von Juan Andrew Almazán. Nachdem PAN 1948 die Zulassung als nationale Partei bekommen hatte, stellte sie erstmals 1952 mit Efraín González Luna einen eigenen Präsidentschaftskandidaten.

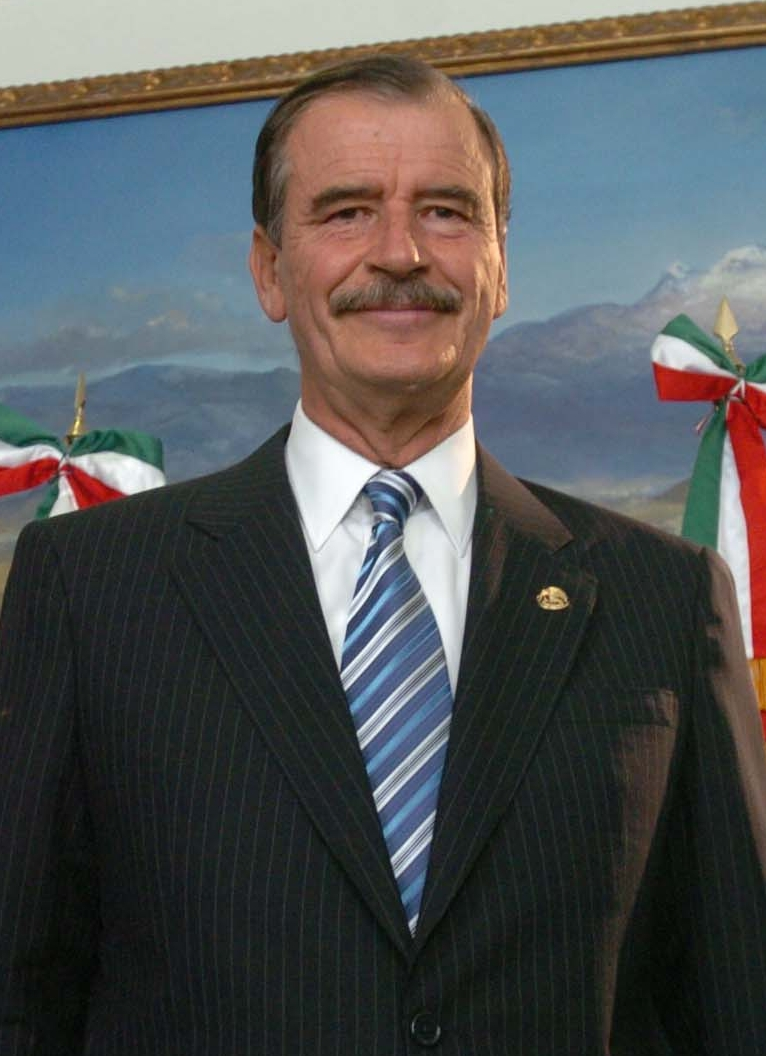
Vicente Fox, Präsident von Mexiko 2000–2006

Es ist die erste Partei, der es gelang, die jahrzehntelange PRI-Herrschaft zu beenden. 1983 gewann die PAN die Kommunalwahl in 31 Städten im Norden Mexikos. Erste Erfolge auf Bundesstaatenebene erzielte sie 1989 in Baja California und 1992 in Chihuahua, wo sie jeweils den Gouverneur stellte. Im Jahr 2000 stellte sie mit Vicente Fox Quesada erstmals den Präsidenten. In den folgenden Jahren war sie in weiteren Bundesstaaten erfolgreich, erlitt jedoch im Jahr 2004 deutliche Verluste.

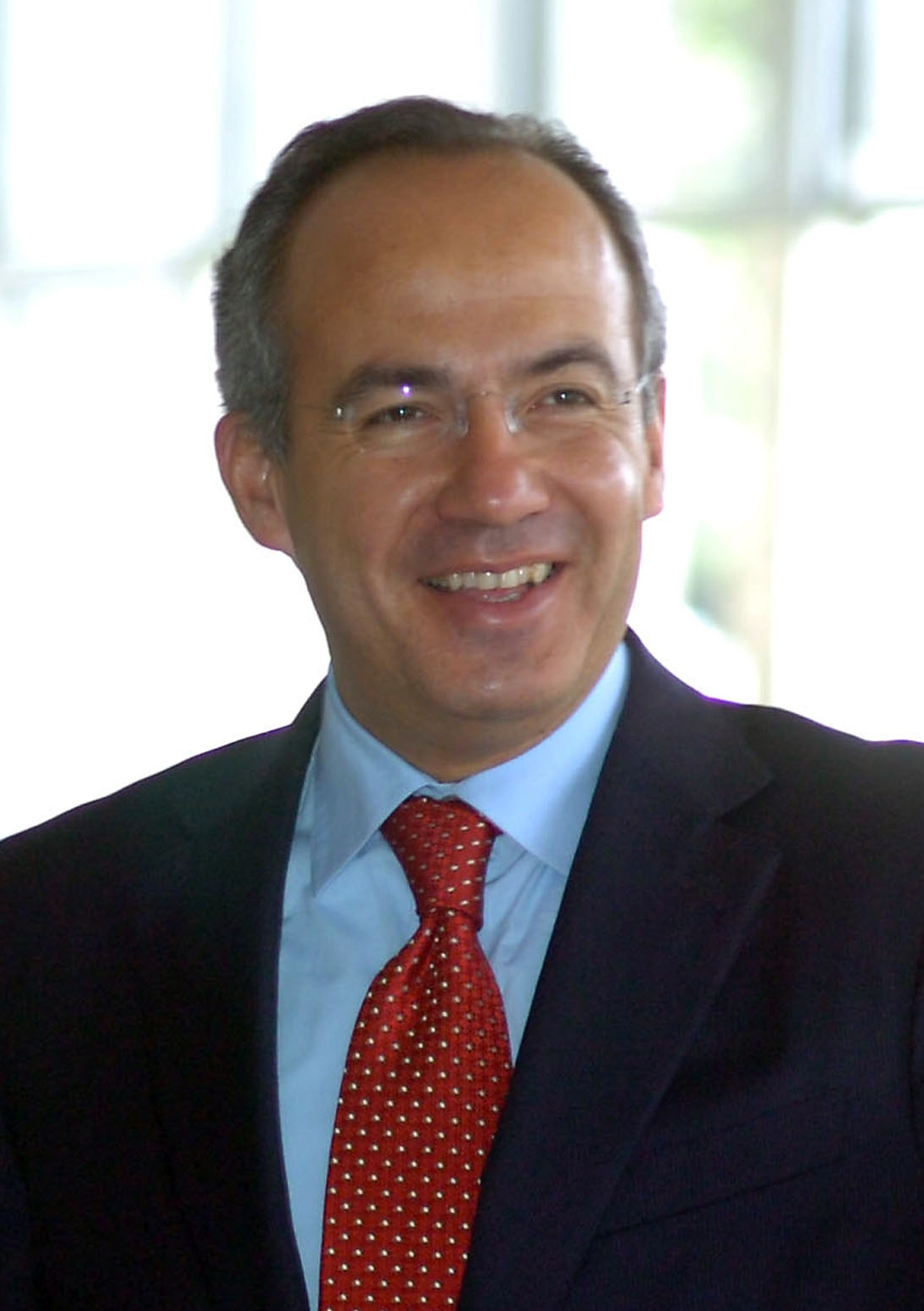
Felipe Calderón, Präsident von Mexiko 2006–2012

Nachfolger von Fox als Präsident wurde Felipe Calderón Hinojosa, der die Wahlen 2006 mit 0,58 Prozentpunkten Vorsprung auf den Kandidaten der PRD, Andrés Manuel López Obrador für sich entscheiden konnte. Seine Amtszeit endete 2012. Die Kandidatin der PAN, Josefina Vázquez Mota, konnte bei der Präsidentschaftswahl in Mexiko 2012 nicht mehr an die Erfolge ihrer Vorgänger anknüpfen. Neuer Präsident wurde der PRI-Kandidat Enrique Peña Nieto.

## Parteipräsidenten
- 1939–1949: Manuel Gómez Morín
- 1949–1956: Juan Gutiérrez Lascuráin
- 1956–1958: Alfonso Ituarte Servín
- 1958–1962: José González Torres
- 1962–1968: Adolfo Christlieb Ibarrola
- 1968–1969: Ignacio Limón Maurer
- 1969–1972: Manuel González Hinojosa
- 1972–1975: José Ángel Conchello
- 1975: Efraín González Morfín
- 1975: Raúl González Schmall
- 1975–1978: Manuel González Hinojosa
- 1978–1984: Abel Vicencio Tovar
- 1984–1987: Pablo Emilio Madero
- 1987–1993: Luis Héctor Álvarez
- 1993–1996: Carlos Castillo Peraza
- 1996–1999: Felipe Calderón Hinojosa
- 1999–2005: Luis Felipe Bravo Mena
- 2005–2007: Manuel Espino Barrientos
- 2007–2009: Germán Martínez Cázares
- 2009–2010: César Nava Vázquez
- 2010–2014: Gustavo Madero Muñoz
- 2014: Cecilia Romero Castillo
- 2014: Gustavo Madero Muñoz
- 2014–2015: Ricardo Anaya Cortés
- 2015: Gustavo Madero Muñoz
- 2015–2017: Ricardo Anaya Cortés
- seit 2017: Damián Zepeda Vidales

## Präsidentschaftskandidaten
- 1952: Efraín González Luna
- 1958: Luis Héctor Álvarez
- 1964: José González Torres
- 1970: Efraín González Morfín
- 1982: Pablo Emilio Madero
- 1988: Manuel Clouthier
- 1994: Diego Fernández de Cevallos
- 2000: Vicente Fox Quesada
- 2006: Felipe Calderón Hinojosa
- 2012: Josefina Vázquez Mota
- 2018: Ricardo Anaya Cortés
- 2024: Bertha Xóchitl Gálvez Ruiz